# Pepparträdssläktet
Pepparträdsslätet (Zanthoxylum) är ett släkte av vinruteväxter. Zanthoxylum ingår i familjen vinruteväxter. I släktet ingår flera växter som används till kryddor, till exempel sichuanpeppar, japansk peppar (sanshō) och zanthoxylum schinifolium .

## Dottertaxa tillZanthoxylum, i alfabetisk ordning[2]
- Zanthoxylum acanthopodium
- Zanthoxylum achidek
- Zanthoxylum aculeatissimum
- Zanthoxylum acuminatum
- Zanthoxylum acunai
- Zanthoxylum ailanthoides
- Zanthoxylum albiflorum
- Zanthoxylum albuquerquei
- Zanthoxylum amamiense
- Zanthoxylum amapaense
- Zanthoxylum americanum
- Zanthoxylum anadenium
- Zanthoxylum andamanicum
- Zanthoxylum anison
- Zanthoxylum anodynum
- Zanthoxylum apiculatum
- Zanthoxylum arborescens
- Zanthoxylum armatum
- Zanthoxylum articulatum
- Zanthoxylum atchoum
- Zanthoxylum austrosinense
- Zanthoxylum avicennae
- Zanthoxylum backeri
- Zanthoxylum beecheyanum
- Zanthoxylum bifoliolatum
- Zanthoxylum bissei
- Zanthoxylum bonifaziae
- Zanthoxylum bouetense
- Zanthoxylum brachyacanthum
- Zanthoxylum brisasanum
- Zanthoxylum buesgenii
- Zanthoxylum bungeanum
- Zanthoxylum burkillianum
- Zanthoxylum calcicola
- Zanthoxylum canalense
- Zanthoxylum capense
- Zanthoxylum caribaeum
- Zanthoxylum caudatum
- Zanthoxylum celebicum
- Zanthoxylum chalybaeum
- Zanthoxylum ciliatum
- Zanthoxylum claessensii
- Zanthoxylum clava-herculis
- Zanthoxylum coco
- Zanthoxylum collinsiae
- Zanthoxylum comosum
- Zanthoxylum compactum
- Zanthoxylum conspersipunctatum
- Zanthoxylum coriaceum
- Zanthoxylum cucullatipetalum
- Zanthoxylum davyi
- Zanthoxylum decaryi
- Zanthoxylum delagoense
- Zanthoxylum deremense
- Zanthoxylum dimorphophyllum
- Zanthoxylum dinklagei
- Zanthoxylum dipetalum
- Zanthoxylum dissitum
- Zanthoxylum diversifolium
- Zanthoxylum djalma-batistae
- Zanthoxylum dumosum
- Zanthoxylum echinocarpum
- Zanthoxylum ekmanii
- Zanthoxylum engleri
- Zanthoxylum esquirolii
- Zanthoxylum externum
- Zanthoxylum fagara
- Zanthoxylum fauriei
- Zanthoxylum finlaysonianum
- Zanthoxylum flavum
- Zanthoxylum foliolosum
- Zanthoxylum forbesii
- Zanthoxylum formiciferum
- Zanthoxylum gardneri
- Zanthoxylum gentryi
- Zanthoxylum ghisbreghtii
- Zanthoxylum gillespieanum
- Zanthoxylum gilletii
- Zanthoxylum glomeratum
- Zanthoxylum grandifolium
- Zanthoxylum hamadryadicum
- Zanthoxylum harmsianum
- Zanthoxylum harrisii
- Zanthoxylum hawaiiense
- Zanthoxylum heitzii
- Zanthoxylum heterophyllum
- Zanthoxylum hirsutum
- Zanthoxylum holtzianum
- Zanthoxylum huberi
- Zanthoxylum humile
- Zanthoxylum integrifoliolum
- Zanthoxylum iwahigense
- Zanthoxylum kauaense
- Zanthoxylum khasianum
- Zanthoxylum kleinii
- Zanthoxylum kwangsiensis
- Zanthoxylum laetum
- Zanthoxylum laurentii
- Zanthoxylum leiboicum
- Zanthoxylum lemairei
- Zanthoxylum lenticellosum
- Zanthoxylum lenticulare
- Zanthoxylum lepidopteriphilum
- Zanthoxylum leprieurii
- Zanthoxylum le-ratii
- Zanthoxylum liboense
- Zanthoxylum limoncello
- Zanthoxylum lindense
- Zanthoxylum lomincolum
- Zanthoxylum macranthum
- Zanthoxylum madagascariense
- Zanthoxylum mananarense
- Zanthoxylum mantaro
- Zanthoxylum martinicense
- Zanthoxylum mayu
- Zanthoxylum megistophyllum
- Zanthoxylum melanostictum
- Zanthoxylum mezoneurispinosum
- Zanthoxylum micranthum
- Zanthoxylum mildbraedii
- Zanthoxylum minahassae
- Zanthoxylum molle
- Zanthoxylum mollissimum
- Zanthoxylum monogynum
- Zanthoxylum monophyllum
- Zanthoxylum motuoense
- Zanthoxylum multijugum
- Zanthoxylum myriacanthum
- Zanthoxylum myrianthum
- Zanthoxylum nadeaudii
- Zanthoxylum nannophyllum
- Zanthoxylum nebuletorum
- Zanthoxylum negrilense
- Zanthoxylum nemorale
- Zanthoxylum neocaledonicum
- Zanthoxylum nigrum
- Zanthoxylum nitidum
- Zanthoxylum novoguineense
- Zanthoxylum oahuense
- Zanthoxylum obscurum
- Zanthoxylum oreophilum
- Zanthoxylum ovalifolium
- Zanthoxylum ovatifoliolatum
- Zanthoxylum oxyphyllum
- Zanthoxylum panamense
- Zanthoxylum pancheri
- Zanthoxylum paniculatum
- Zanthoxylum paracanthum
- Zanthoxylum parvifoliolum
- Zanthoxylum parvum
- Zanthoxylum paulae
- Zanthoxylum pentandrum
- Zanthoxylum petenense
- Zanthoxylum petiolare
- Zanthoxylum phyllopterum
- Zanthoxylum piasezkii
- Zanthoxylum pilosiusculum
- Zanthoxylum pilosulum
- Zanthoxylum pimpinelloides
- Zanthoxylum pinnatum
- Zanthoxylum piperitum
- Zanthoxylum pluviatile
- Zanthoxylum poggei
- Zanthoxylum psammophilum
- Zanthoxylum pseudoxyphyllum
- Zanthoxylum pteracanthum
- Zanthoxylum pucro
- Zanthoxylum punctatum
- Zanthoxylum quassiifolium
- Zanthoxylum quinduense
- Zanthoxylum renieri
- Zanthoxylum retroflexum
- Zanthoxylum retusum
- Zanthoxylum rhetsa
- Zanthoxylum rhodoxylon
- Zanthoxylum rhoifolium
- Zanthoxylum rhombifoliolatum
- Zanthoxylum riedelianum
- Zanthoxylum rigidum
- Zanthoxylum rubescens
- Zanthoxylum sapindifolium
- Zanthoxylum sarasinii
- Zanthoxylum scandens
- Zanthoxylum schinifolium
- Zanthoxylum schlechteri
- Zanthoxylum schreberi
- Zanthoxylum setulosum
- Zanthoxylum simulans
- Zanthoxylum spinosum
- Zanthoxylum spondiifolium
- Zanthoxylum sprucei
- Zanthoxylum stelligerum
- Zanthoxylum stenophyllum
- Zanthoxylum stipitatum
- Zanthoxylum subspicatum
- Zanthoxylum syncarpum
- Zanthoxylum taediosum
- Zanthoxylum tahitense
- Zanthoxylum tenuifolium
- Zanthoxylum tetraphyllum
- Zanthoxylum tetraspermum
- Zanthoxylum thomasianum
- Zanthoxylum thomense
- Zanthoxylum thorncroftii
- Zanthoxylum thouvenotii
- Zanthoxylum tidorense
- Zanthoxylum timoriense
- Zanthoxylum tingoassuiba
- Zanthoxylum tomentellum
- Zanthoxylum tragodes
- Zanthoxylum trijugum
- Zanthoxylum tsihanimposa
- Zanthoxylum undulatifolium
- Zanthoxylum usambarense
- Zanthoxylum verrucosum
- Zanthoxylum vinkii
- Zanthoxylum viride
- Zanthoxylum vitiense
- Zanthoxylum wutaiense
- Zanthoxylum xichouense
- Zanthoxylum yakumontanum
- Zanthoxylum yuanjiangense
- Zanthoxylum zanthoxyloides